# U-609
U-609 – niemiecki okręt podwodny typu VIIC z okresu II wojny światowej. Wyporność okrętu wynosiła 769 ton w położeniu nawodnym i 871 ton pod wodą, a jego główną bronią było 14 torped kalibru 533 mm wystrzeliwanych z pięciu wewnętrznych wyrzutni. Jednostka rozwijała na powierzchni prędkość ponad 17 węzłów, osiągając zasięg 8500 Mm przy prędkości 10 węzłów.
Jednostka została zwodowana 23 grudnia 1941 roku w stoczni Blohm & Voss w Hamburgu, a 12 lutego 1942 roku wcielono ją do służby w Kriegsmarine. Pływając w składzie 6. Flotylli U-Bootów, okręt odbył cztery patrole bojowe, podczas których zatopił dwa statki o łącznej pojemności 10 288 BRT. 6 lutego 1943 roku na południowy wschód od przylądka Farvel U-609 został zatopiony wraz z całą załogą bombami głębinowymi przez francuską korwetę „Lobelia” (K05).

## Projekt i budowa
Jednostki typu VIIC były kolejnym ewolucyjnym ulepszeniem najliczniej budowanych w Niemczech okrętów typu VII. Poprzednik – typ VIIB – miał zbyt mały zasięg i za mało miejsca pod pokładem, by móc zainstalować sonar. Opracowany w 1938 roku projekt nowego okrętu różnił się od poprzedniej wersji m.in. zwiększoną grubością blach kadłuba sztywnego (z 16 do 18,5 mm, co zwiększyło maksymalną głębokość zanurzenia z 200 metrów do 250–280 metrów), przedłużeniem kadłuba o 60 cm i kiosku o 30 cm oraz powiększeniem zbiorników paliwa o 5,4 m³, co poprawiło zasięg. Powiększone rozmiary pozwoliły na instalację aktywnego sonaru S-Gerät, uzupełniając pasywny Gruppenhorchgerät (GHG). Do zakończenia wojny do służby weszło 568 okrętów typu VIIC .
U-609 zamówiono 22 maja 1940 roku . Został zbudowany w stoczni Blohm & Voss w Hamburgu jako jeden z 171 okrętów typu VIIC zamówionych w tej wytwórni . U-609 otrzymał numer stoczniowy 109 (Werk 109) . Stępkę okrętu położono 7 kwietnia 1941 roku, a zwodowany został 23 grudnia 1941 roku .

## Dane taktyczno-techniczne

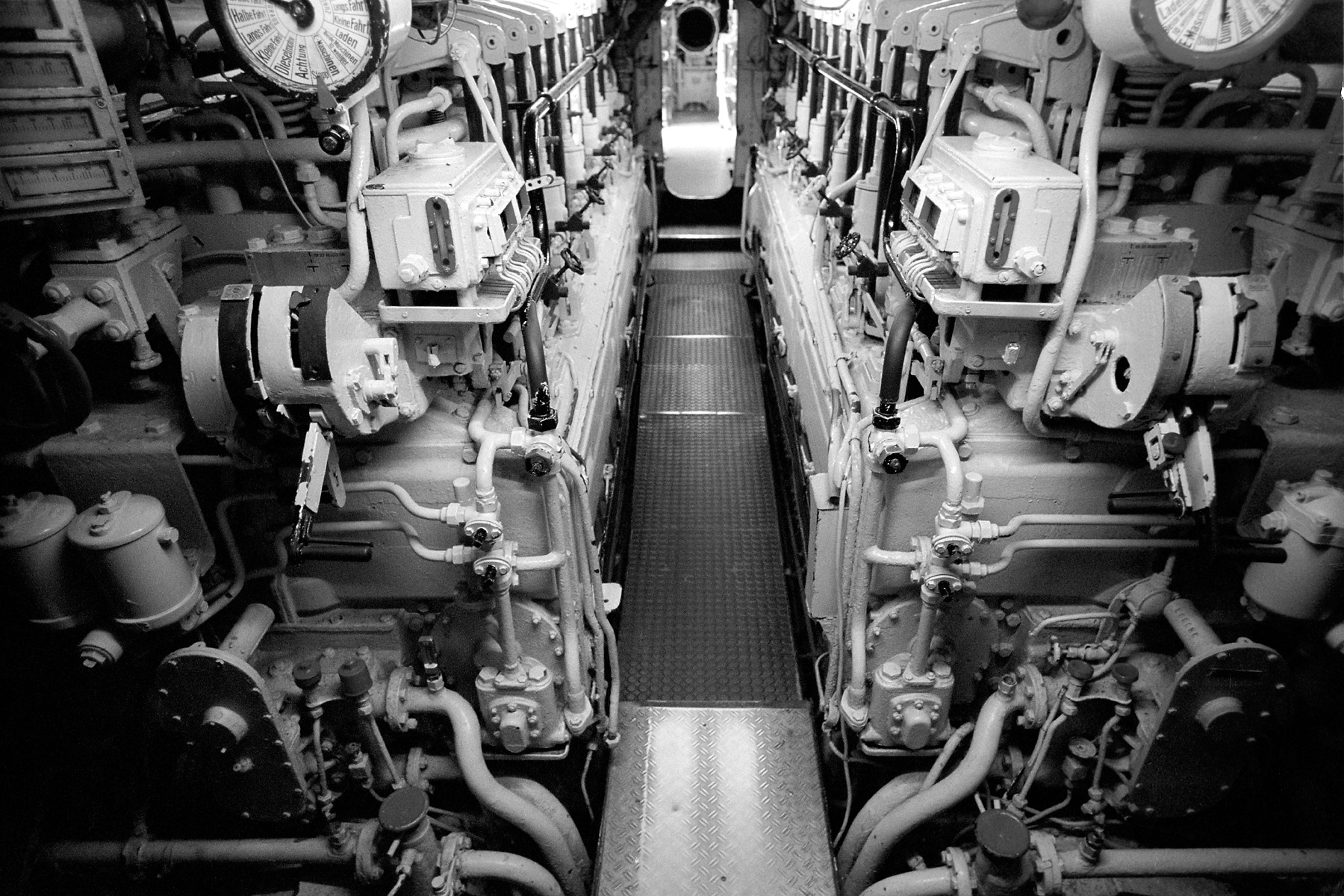
Wnętrze przedziału silników wysokoprężnych

U-609 był średniej wielkości okrętem podwodnym o konstrukcji dwukadłubowej. Długość całkowita wynosiła 67,1 metra, szerokość 6,2 metra i zanurzenie 4,74 metra . Wysokość (od stępki do szczytu kiosku) wynosiła 9,6 metra . Wykonany ze stali pancernej CM 351 o grubości 18,5 mm kadłub sztywny miał 50,5 metra długości i 4,7 metra szerokości. Podzielony był grodziami na sześć przedziałów wodoszczelnych: (od dziobu): I – przedział torpedowy ze sterami głębokości oraz GHG, II – przedział akumulatorów wraz z pomieszczeniami załogi, magazynem amunicji i toaletą, III – centrala z pomieszczeniem wielofunkcyjnym (mieszczącym drugą baterię akumulatorów, pomieszczenia załogi i kambuz), IV – przedział silników spalinowych, V – przedział silników elektrycznych, VI – rufowy przedział torpedowy ze sterami kierunku i głębokości. Kadłub ciśnieniowy otoczony był kadłubem lekkim wykonanym z blach o grubości 4–8 mm. Wyporność w położeniu nawodnym wynosiła 769 ton, a w zanurzeniu 871 ton.
Okręt napędzany był na powierzchni przez dwa 6-cylindrowe, czterosuwowe silniki wysokoprężne Krupp-Germaniawerft F46 z doładowaniem o łącznej mocy 3200 KM przy 470-490 obr./min, a pod wodą poruszał się dzięki dwóm silnikom elektrycznym prądu stałego BBC GG UB720/8 o łącznej mocy 750 KM przy 295 obr./min . Dwa wały napędowe obracały dwie śruby, zapewniając maksymalną prędkość 17–17,6 węzła na powierzchni i 7,6 węzła w zanurzeniu . Zasięg wynosił 8500 Mm przy prędkości 10 węzłów w położeniu nawodnym (3250 Mm przy prędkości maksymalnej) oraz 80 Mm przy prędkości 4 węzłów pod wodą (130 Mm przy 2 węzłach). Zbiorniki mieściły 113,47 tony paliwa, a energia elektryczna magazynowana była w dwóch bateriach akumulatorów AFA 33 MAL 800 E po 62 ogniwa o łącznej pojemności 9160 Ah, masie 62 tony i czasie rozładowania 20 godzin. Dopuszczalna głębokość zanurzenia okrętu wynosiła 100 metrów, a głębokość zgniecenia 250–280 metrów .
Okręt wyposażony był w pięć wyrzutni torped kalibru 533 mm (cztery na dziobie i jedną rufową), z łącznym zapasem 14 torped (wymiennie okręt mógł przenosić 26 min typu TMA lub 39 min typu TMB). Uzbrojenie artyleryjskie stanowiło umieszczone przed kioskiem działo pokładowe kalibru 88 mm SK C/35 L/45, z zapasem amunicji wynoszącym 220–250 naboi oraz pojedyncze działko przeciwlotnicze kalibru 20 mm C/38 L/65 . Jednostka wyposażona też była w pasywny sonar GHG i aktywny S-Gerät, a do obserwacji służyły dwa peryskopy Zeissa: bojowy i nocny .
Załoga okrętu składała się z czterech oficerów oraz 40 podoficerów i marynarzy.

## Służba
U-609 został wcielony do służby w Kriegsmarine 12 lutego 1942 roku . Dowództwo okrętu objął por. mar. (niem. Oberleutnant zur See) Klaus Rudloff . U-Boot otrzymał numer poczty polowej M 42 154. Do 31 lipca 1942 roku załoga jednostki przechodziła szkolenie w składzie 5. Flotylli U-Bootów, operując z Kilonii .

### Pierwszy rejs bojowy
16 lipca 1942 roku okręt wyszedł z Kilonii, udając się na swój pierwszy wojenny patrol , zostając 1 sierpnia przyporządkowany do 6. Flotylli U-Bootów w Saint-Nazaire . W dniach 25 sierpnia – 1 września wchodził w skład wilczego stada „Vorwärts”  . Rankiem 31 sierpnia U-609 wykrył powolny konwój SC-97, o czym natychmiast poinformował radiowo dowództwo. Następnie razem z innymi okrętami stada wykonał atak na płynące w konwoju alianckie statki, odpalając między 10:04 a 10:05 dwie torpedy  . Jedna z nich trafiła w zbudowany w 1920 roku uzbrojony panamski parowiec „Capira” o pojemności 5625 BRT, płynący z ładunkiem drobnicy, ciężarówek, ciągników, mat stalowych, buldożerów i 250 worków amerykańskiej poczty z Nowego Jorku do Glasgow . Trafiony statek zatonął na pozycji 57°13′N 33°40′W/57,216667 -33,666667, a jego załoga składająca się z 41 marynarzy i 13 artylerzystów opuściła jednostkę w trzech łodziach ratunkowych, a których jedna się wywróciła . 33 rozbitków zostało uratowanych przez brytyjski statek ratowniczy „Perth”, a kolejnych 16 osób podjęła kanadyjska korweta HMCS „Drumheller” (K167) . Druga z wystrzelonych torped trafiła w zbudowany w 1929 roku norweski motorowiec „Bronxville” o pojemności 4663 BRT, transportujący drobnicę i 531 ton materiałów wybuchowych na trasie z Nowego Jorku do Liverpoolu . W wyniku ataku statek zatonął na pozycji 57°13′N 33°40′W/57,216667 -33,666667, a jego cała, licząca 39 osób załoga została uratowana przez statek ratowniczy „Perth” . W drugim ataku U-609 wystrzelił również dwie torpedy, jednak mimo zgłoszenia prawdopodobnego trafienia obie okazały się niecelne.
10 września po 57 dniach spędzonych w morzu okręt dotarł do Saint-Nazaire  . 

### Drugi rejs bojowy
6 października U-609 wyszedł z Saint-Nazaire na swój drugi atlantycki patrol  . 12 października U-Boot próbował podjąć atak na konwój ONS-136, jednak w wyniku obrzucenia bombami głębinowymi przez okręty eskorty jednostka doznała poważnych uszkodzeń i musiała oddalić się od przeciwnika . Między 13 a 16 października U-609 wchodził w skład wilczego stada „Panther”, a 17 października znów został uszkodzony bombami głębinowymi zrzuconymi przez brytyjską korwetę HMS „Celandine” (K75), podczas próby ataku na jednostki konwoju ONS-137  . Uszkodzony U-609, dzięki zainstalowanemu na pokładzie detektorowi fal radarowych Metox, pokonał bezpiecznie Zatokę Biskajską, chroniąc towarzyszący mu również uszkodzony U-254. 
Okręt powrócił do Saint-Nazaire 22 października, po 17 dniach spędzonych w morzu  .

### Trzeci rejs bojowy
Trzeci atlantycki patrol załogi U-Boota rozpoczął się 30 listopada, kiedy to okręt wyszedł z Saint-Nazaire  . 1 grudnia dowódca U-609 Klaus Rudloff otrzymał awans na stopień kpt. mar. (niem. Kapitänleutnant) . Od 6 do 11 grudnia okręt przyporządkowany był do wilczego stada „Draufgänger”, a między 11 a 18 grudnia wchodził w skład stada „Raufbold”  . 16 grudnia podczas sztormowej pogody U-609 wystrzelił sześć torped w kierunku statków płynących w konwoju ONS-153, jednak żadna nie trafiła. Po bezowocnym 24-dniowym rejsie U-Boot zawinął do bazy w Saint-Nazaire 23 grudnia  .

### Czwarty rejs bojowy i utrata okrętu
16 stycznia 1943 roku U-609 wyszedł z Saint-Nazaire na swój czwarty atlantycki patrol  . Między 19 a 28 stycznia U-Boot wchodził w skład wilczego stada „Landsknecht”, a 1 lutego został przyporządkowany do stada „Pfeil”  .
5 lutego okręt podwodny wykrył konwój SC-118 i śledził go przez dobę, wysyłając sygnały radiowe. 6 lutego na południowy wschód od przylądka Farvel, podczas próby ataku na płynące w konwoju statki, U-609 został najpierw ostrzelany ogniem artyleryjskim, a następnie zaatakowany bombami głębinowymi przez francuską korwetę „Lobelia” (K05) . W wyniku ataku U-Boot został zatopiony o godzinie 22:04 na pozycji 54°56′N 28°11′W/54,933333 -28,183333 wraz z całą, liczącą 47 osób załogą, po patrolu trwającym 22 dni  .

### Podsumowanie działalności bojowej
U-609 odbył cztery patrole bojowe, spędzając w morzu 120 dni . W ich trakcie zatopił dwa statki o łącznej pojemności 10 288 BRT, na pokładach których zginęło pięć osób  . Pełne zestawienie strat przedstawia poniższa tabela :
| Data             | Nazwa        | Państwo    | Tonaż      | Los jednostki |
| ---------------- | ------------ | ---------- | ---------- | ------------- |
| 31 sierpnia 1942 | „Capira”     | Panama     | 5625       | zatopiony     |
| 31 sierpnia 1942 | „Bronxville” | Norwegia   | 4663       | zatopiony     |
| RAZEM            | RAZEM        | zatopione: | zatopione: | 2             |